# القوات الجوية السنغافورية
القوات الجوية السنغافورية RSAF (بالإنجليزية: Republic of Singapore Air Force)‏ هي الذراع الجوية للقوات المسلحة السنغافورية. تأسست لأول مرة في عام 1968 باسم قيادة الدفاع الجوي السنغافورية (سادك). في عام 1975، أعيدت تسميته باسم جمهورية سنغافورة سلاح الجو.
لعبت القوات الجوية السنغافورية دورًا مهمًا في إستراتيجية الدفاع العسكري لسنغافورة منذ تأسيسيها. وقد إعتبرها العديد من المُحللين العسكريين [من؟] القوة الجوية الأكثر تقدمًا من الناحية التكنولوجية في المنطقة، مع القدرة على العمل بنجاح بإستمرار كرادع قوي من الدول المعادية المحتملة وكذلك الدفاع عن المجال الجوي للدولة المدينة.
إعتبارًا من عام 2021، تستخدم القوات الجوية خمس قواعد جوية عسكرية محلية وكذلك مطارات المدنية مثل شانغي وسيليتار. كما أن لديها قواعد خارجية في دول مختلفة، وعلى الأخص في أستراليا والولايات المتحدة وتايلاند وفرنسا. في عام 2021، كان قوام القوات الجوية 8000 فرد نشط و 319 طائرة مُختلفة.

## التاريخ
في يناير 1968 أعلنت بريطانيا التي فقدت في هذا الوقت معظم مكانتها العالمية خاصة بعد أزمة السويس وكانت تواجه صعوبات مالية كبيرة تفاقمت بشكل كبير بسبب إنخفاض قيمة الجنيه الإسترليني، أنها علي وشك سحب جميع قواتها شرق السويس بنهاية عام 1971. قبل ذلك، كانت سنغافورة تعتمد بشكل كبير على سلاح الجو الملكي البريطاني (RAF) لدفاعها الجوي، بينما ركزت القوات المسلحة السنغافورية (SAF) المنشأة حديثًا جهودها بشكل أساسي على بناء جيش سنغافورة البري.
تأسست قيادة الدفاع الجوي السنغافورية (سادك)، التي سبقت القوات الجوية الجوية السنغافورية، في غرة من سبتمبر 196. كانت مهمة (سادك) المباشرة هي إنشاء مدرسة تدريب الطيران لتدريب الطيارين. تم الحصول على مدربي طيران مؤهلين من خلال شركة Airwork Services Limited، وهي شركة متخصصة في خدمات الدفاع. تم تنفيذ التدريب الأساسي للطيارين باستخدام طائرتين خفيفتين من طراز سيسنا مستأجرتين من نادي الطيران السنغافوري. جندت (سادك) أيضًا مساعدة سلاح الجو الملكي الذي قدم منهج تدريب الطيران الأول وقدم طيارين سابقين في سلاح الجو الملكي كمدربين، بالإضافة إلى المرافق والخدمات في مطار سيليتار. أخيرًا، تم إرسال الدفعة الأولى المكونة من ستة متدربين طيارين إلى المملكة المتحدة في أغسطس 1968 للخضوع للتدريب في مختلف التخصصات الفنية. إستند التدريب علي طائرة هوكر هنتر، أول مقاتلة دفاع جوي تابعة لـ (سادك). في الشهر التالي، تم إرسال مجموعة رائدة أخرى من الفنيين، هذه المرة إلى فرنسا لبدء تدريبهم الفني على مروحية Aérospatiale Alouette III. في عام 1969، تم إرسال عدد من الفنيين المحليين من سلاح الجو الملكي للإنضمام إلى مجموعة (سادك) الوليدة. كان هؤلاء الفنيون المحليون لديهم خبرة في العمل على طائرات سلاح الجو الملكي البريطاني ثابتة الجناحين مثل Hawker Hunter و Gloster Javelin و English Electric Canberra و English Electric Lightning و Avro Shackleton؛ بالإضافة إلى طائرات سلاح الجو الملكي ذات الأجنحة الدوارة.
وصلت ثماني طائرات من طراز سيسنا 172ك - وهي أولى طائرات سلاح (سادك) - في مايو 1969 لإستخدامها في تدريب الطيارين الأساسيين. بحلول ديسمبر، أكملت الدفعة الأولى من الطلاب الدورة. ومن بين هؤلاء، تم إرسال ستة إلى بريطانيا لتلقي مزيد من التدريب. عند عودتهم إلى سنغافورة في عام 1970، كانوا مستعدين لتشغيل طائرة مقاتلة هوكر هانتر المكتسبة حديثًا.
تسارعت وتيرة تدريب الطيارين والطاقم الأرضي تدريجياً. في 1 أغسطس 1969، إفتتح وزير الداخلية والدفاع، ليم كيم سان، مدرسة تدريب الطيران (FTS) في قاعدة تنجاه الجوية. أدى افتتاح المدرسة إلى تقريب (سادك) من هدفها المتمثل في الوفاء بالمسؤولية الثقيلة المتمثلة في الدفاع عن المجال الجوي لسنغافورة.
الوصول اللاحق طائرات الباك سترايك ماستر في عام 1969 والتي تم استخدامها للتدريب المتقدم على الطيران، يعني أن المتدربين الطيارين أصبحوا الآن قادرين على كسب أجنحتهم الأولية محليًا بدلاً من الخارج. تم تدريب الدفعة الأولى من الطيارين المقاتلين المدربين محليًا في مدرسة تدريب الطيران وتخرجوا في نوفمبر 1970. وكان من بين هذه الدفعة Goh Yong Siang ، الذي ترقى لاحقًا إلى منصب رئيس القوات الجوية في 1 يوليو 1995. تدريجيًا، كان لدى (سادك) طياروها ومدربون طيران ومراقبو حركة جوية وطاقم أرضي الخصين بها.
عندما قدمت بريطانيا خطتها لسحب قواتها بحلول سبتمبر 1971، أوكلت إلى (سادك) فجأة مسؤولية وموارد ضخمة. تم تسليم القواعد الجوية البريطانية السابقة إلى (سادك)، بالإضافة إلى محطة رادار الدفاع الجوي وصواريخ أرض جو.
في عام 1973، إشترت (سادك) طائرات سورتس سكايفان للبحث وتحديد مواقع وطائرات قاذفة قنابل دوغلاس إيه -4 سكاي هوك. ومع إمتلاك مزيج من المقاتلات والقاذفات المقاتلة وطائرات الهليكوبتر وطائرات النقل، كانت (سادك) جاهزة لتولي مهام قوة جوية كاملة. في 1 أبريل 1975، تم تغيير اسم قيادة الدفاع الجوي السنغافورية (سادك) إلى القوات الجوية السنغافورية (RSAF).
العمليات القتالية:
- 2004-2008: القوة المتعددة الجنسيات في العراق. شاركت الطائرات في حرب العراق وعادت إلى الوطن بعد شهرين أو ثلاثة أشهر من الانتشار في الخليج العربي دون مشاركة أي قوات برية. تم الاعتراف بانسحاب سنغافورة في 23 ديسمبر 2008.
- مايو 2007 - يونيو 2013: القوة الدولية للمساعدة الأمنية. نشر ما يقرب من 500 فرد بما في ذلك جنود القوات الجوية السنغافورية كجزء من مساهمات سنغافورة في جهود الاستقرار وإعادة الإعمار متعددة الجنسيات في الحرب في أفغانستان (2001-2021)
- 2014 إلى الوقت الحاضر: التدخل العسكري ضد داعش. تقديم مساعدة عسكرية في الحرب الجارية على الإرهاب مع KC-135 ومساعد محللي المخابرات.

## المعدات
تمتلك القوات الجوية السنغافورية العديد من الطائرات المقاتلة اهمها: اف-16 الاميريكية بعدد 60 مقاتلة واف-15إي سترايك ايغل الاميريكية بعدد 12 كما وتمتلك أيضاً طائرة اي-2هوك اي الإلكترونية كما تمتلك العديد من طائرات النقل اهمها kc 130 ووبوينغ سي اتش-47 شينوك ويوروكوبتر ايه اس 332 سوبر بوما وأغلب الطائرات الموجودة في الخدمة اميريكية وتعتزم القوات الجوية تطوير إسطولها من طائرات اف-16 blok20 القديمة إلى أحدث نسخة وهو ما سيسهم في تعزيز قدرات القوات الجوية وزيادة قوتها لمواجهت التهديدات الخارجية

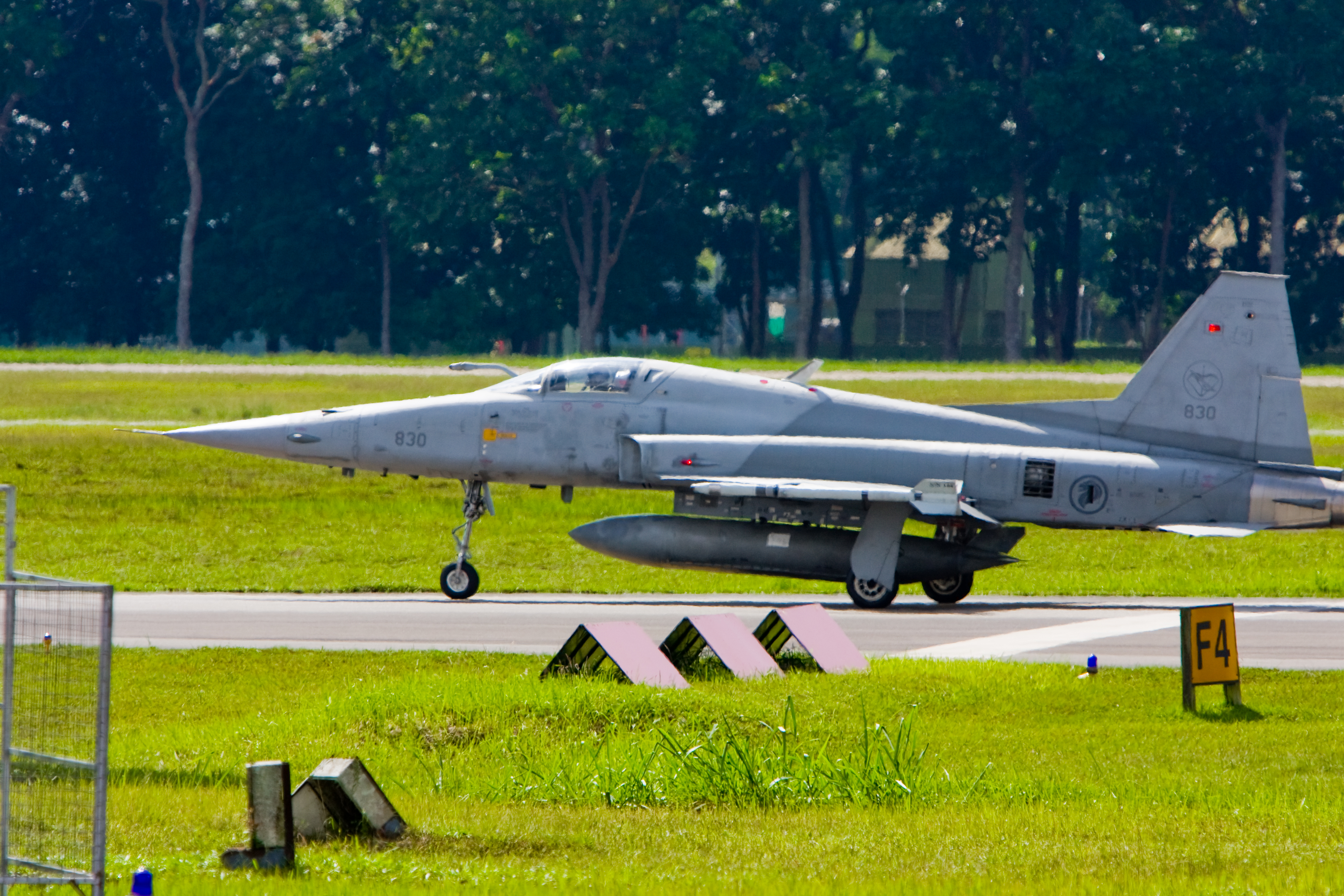
طائرة F-5S
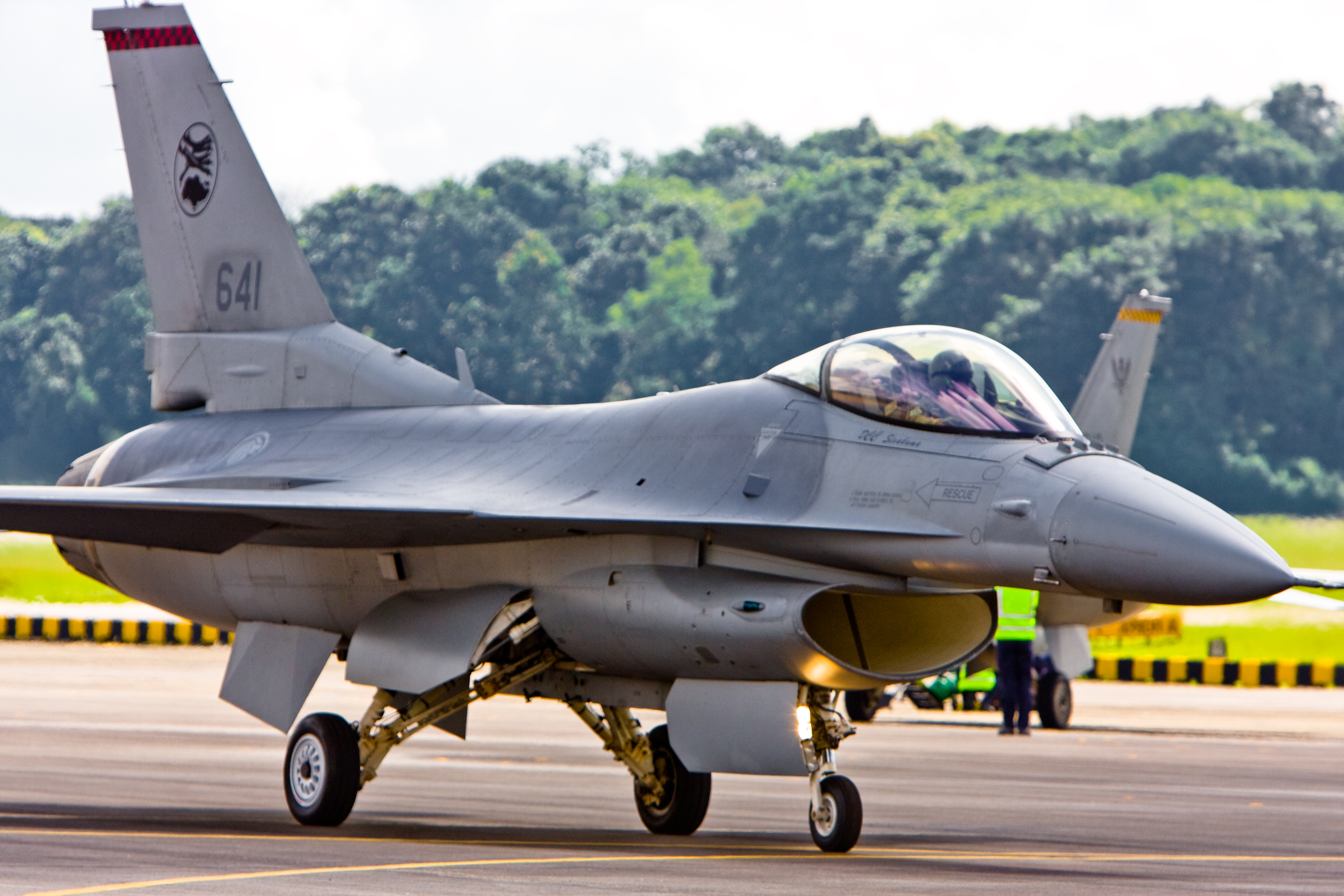
طائرة F-16C
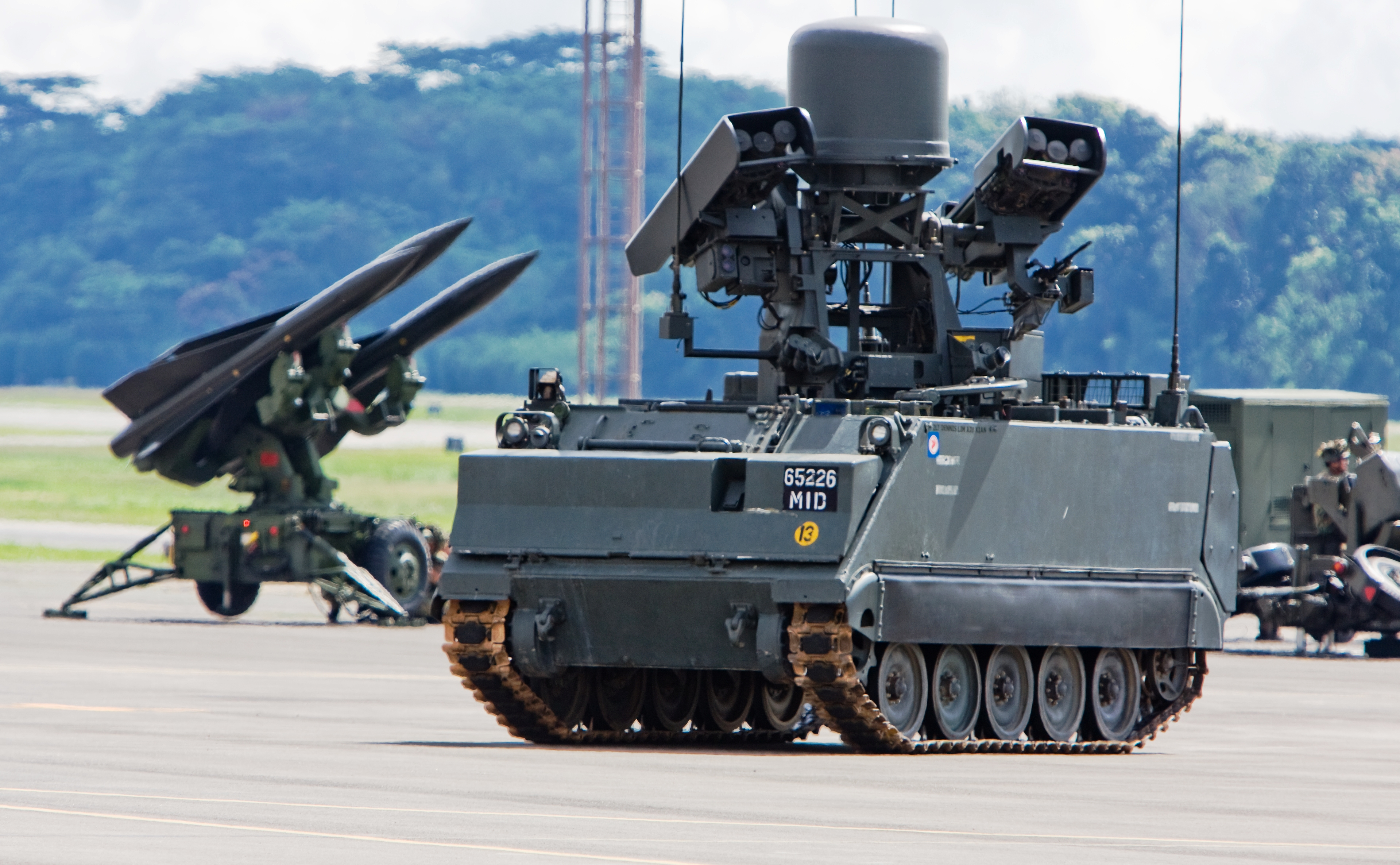
عرض توضيحي لـ M-113A2 Ultra Mechanized Igla IFU، يظهر في الخلفية قاذفة I-HAWK SAM.
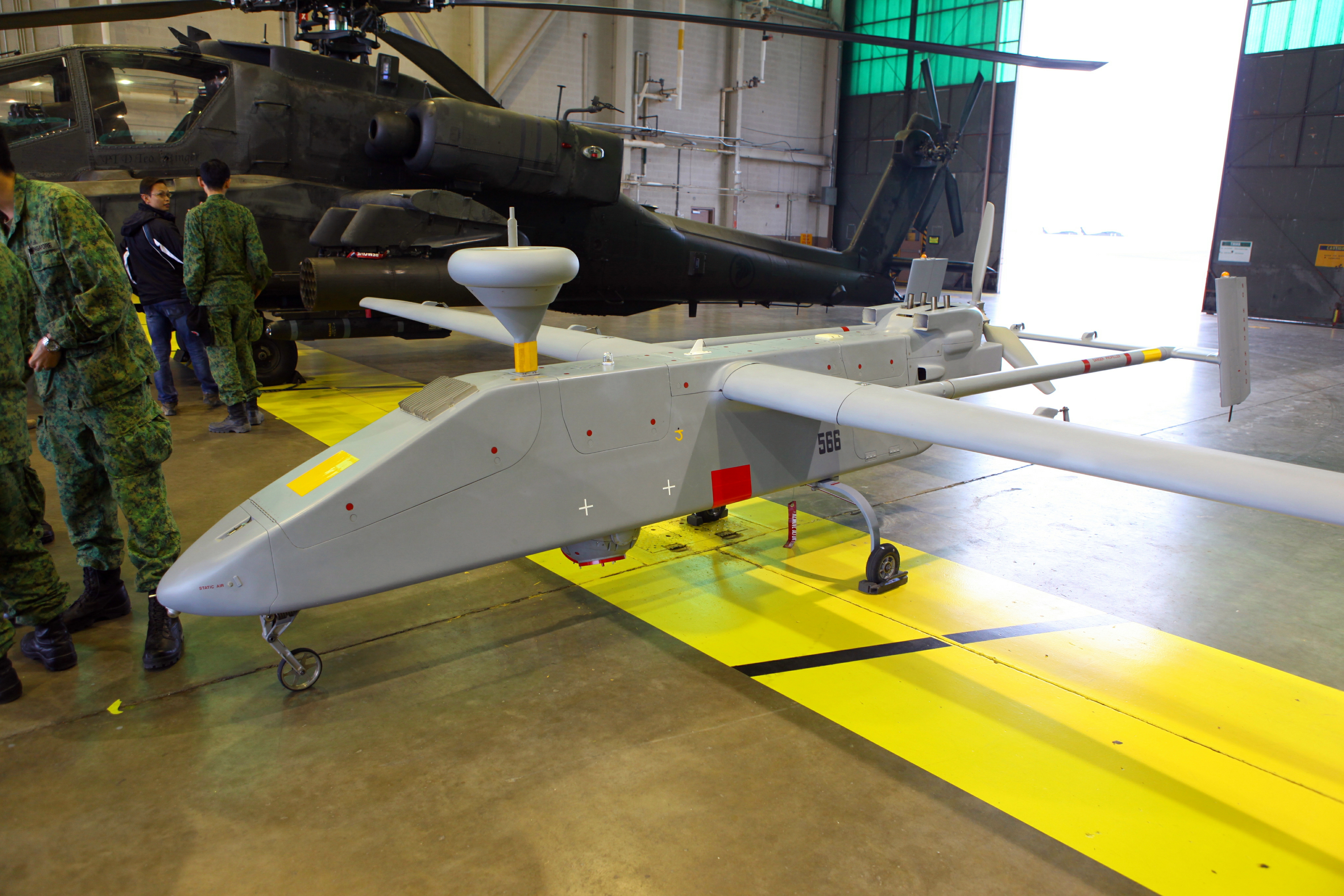
طائرة صبرا إسرائيلية تابعة لسلاح الجو السنغافوري في الولايات المُتحدة.
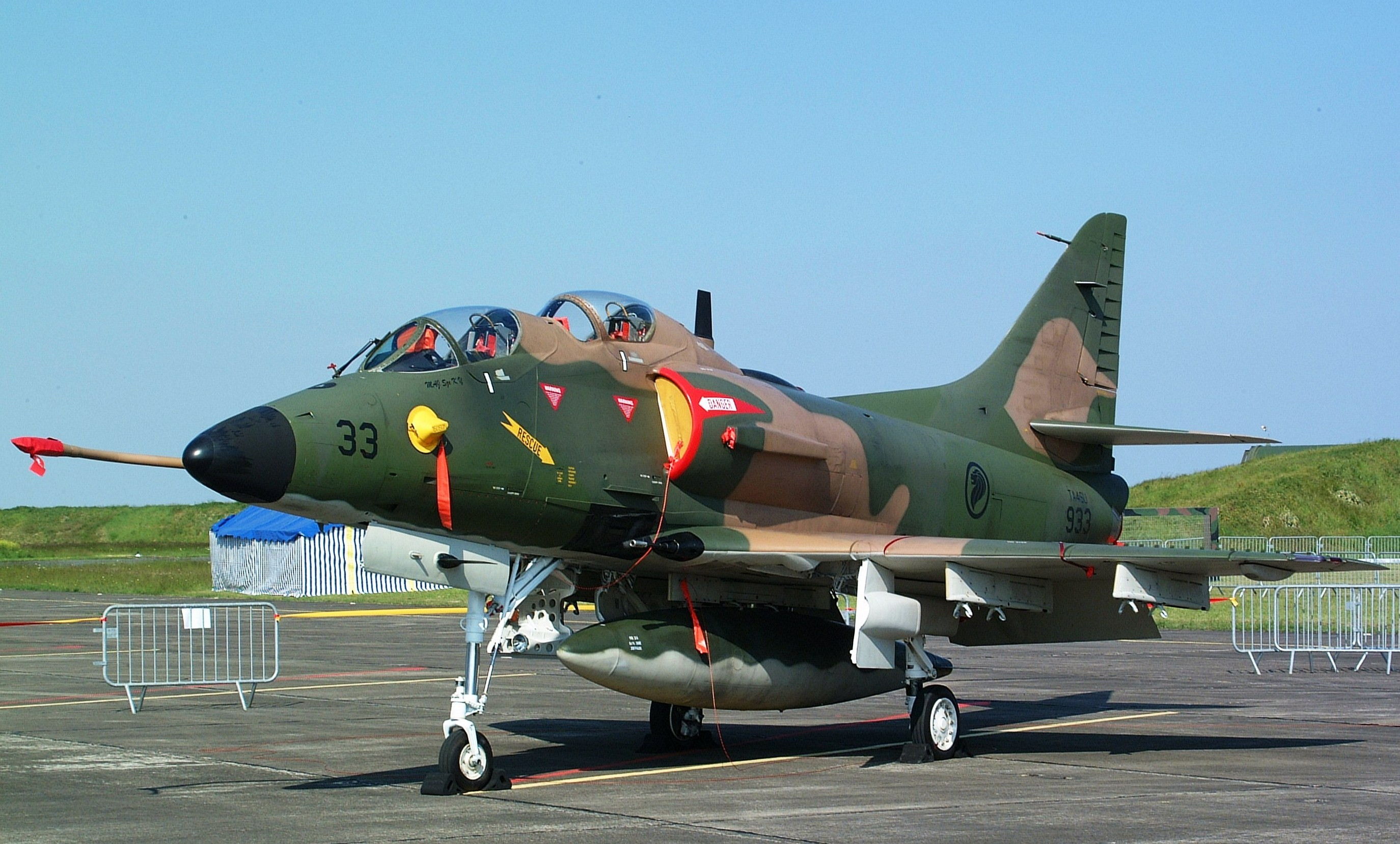
طائرة TA-4SU
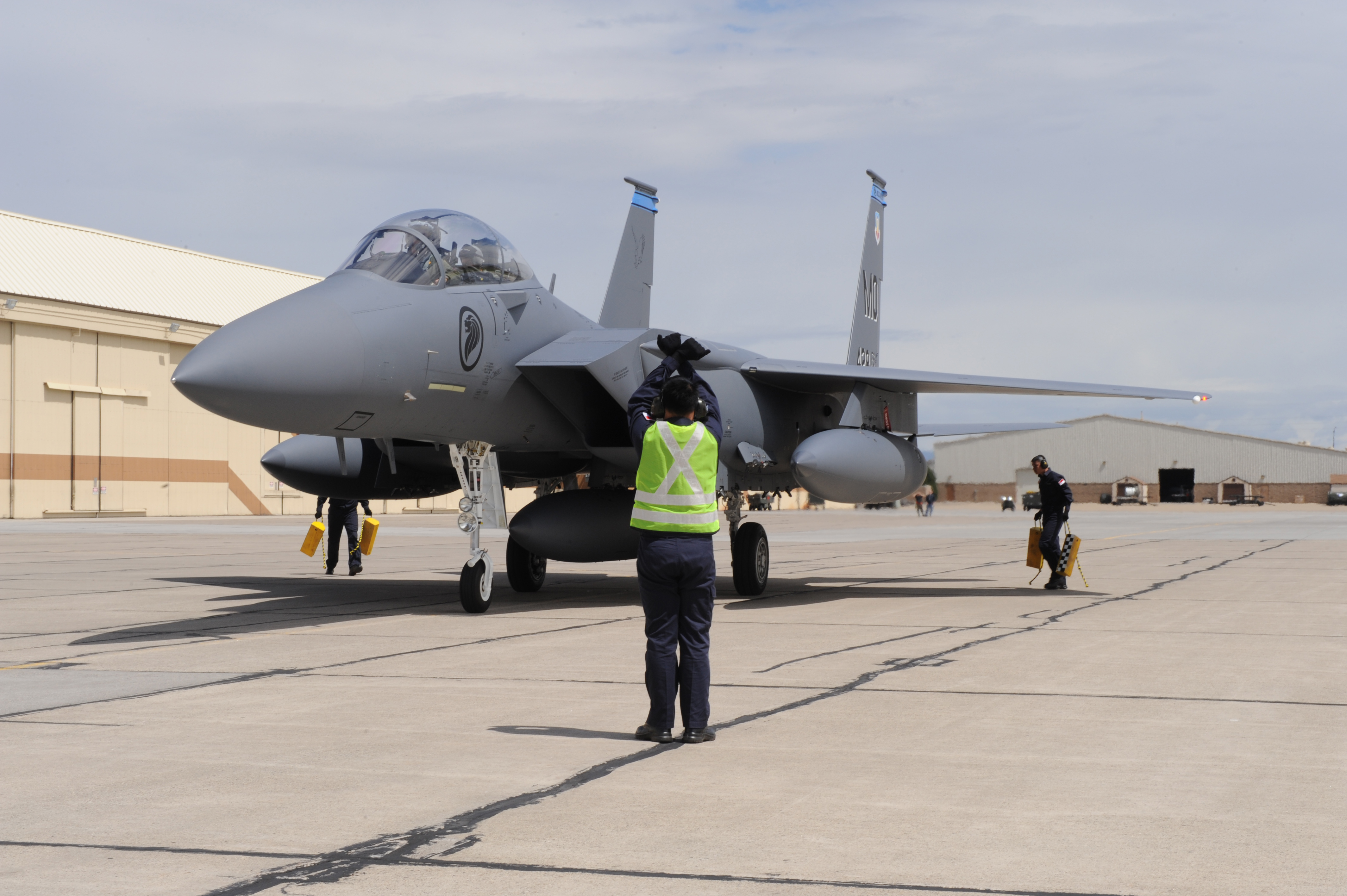
إف-15 إس جي من سرب المقاتلات 428 في قاعدة ماونتين هوم الجوية.
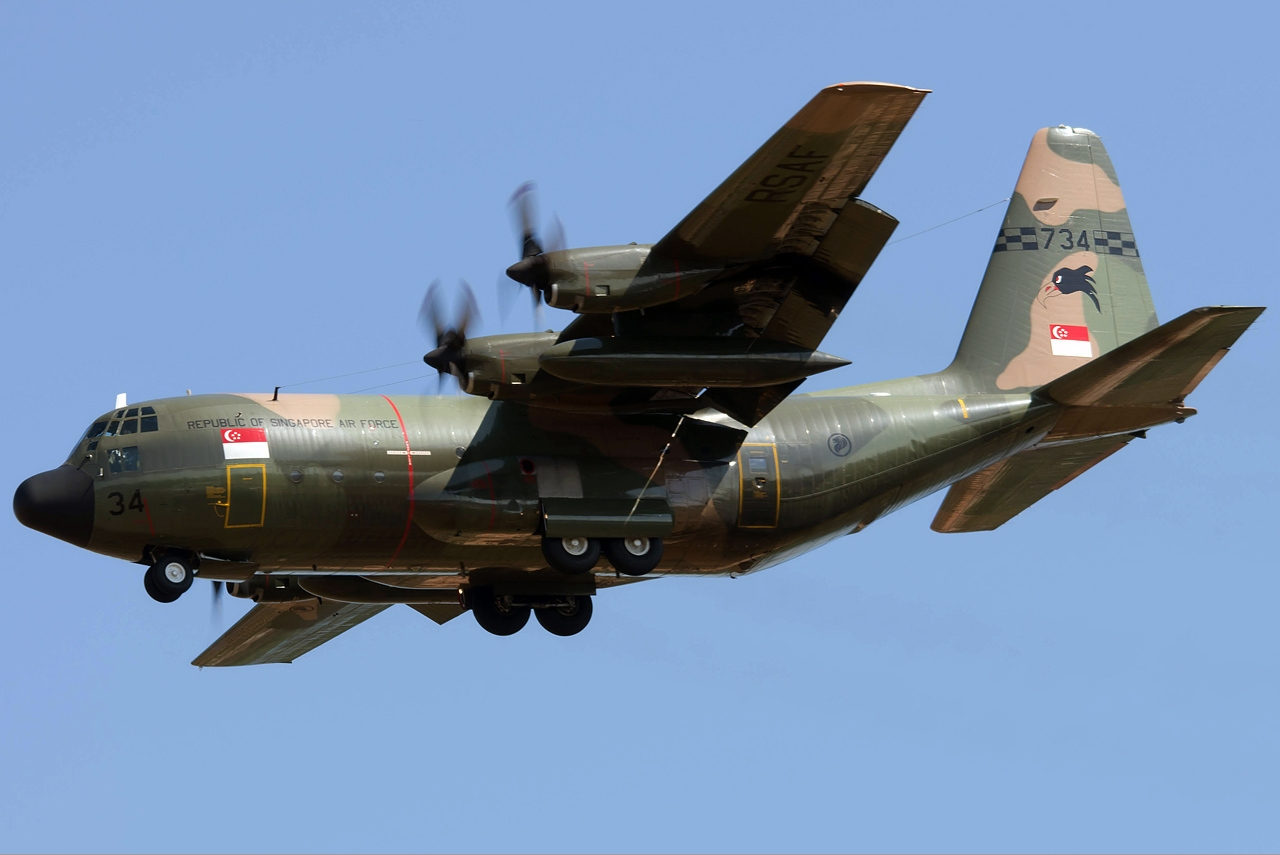
طائرة من طراز RSAF C-130 Hercules فوق مطار داروين الدولي.